# Plaine des Cafres

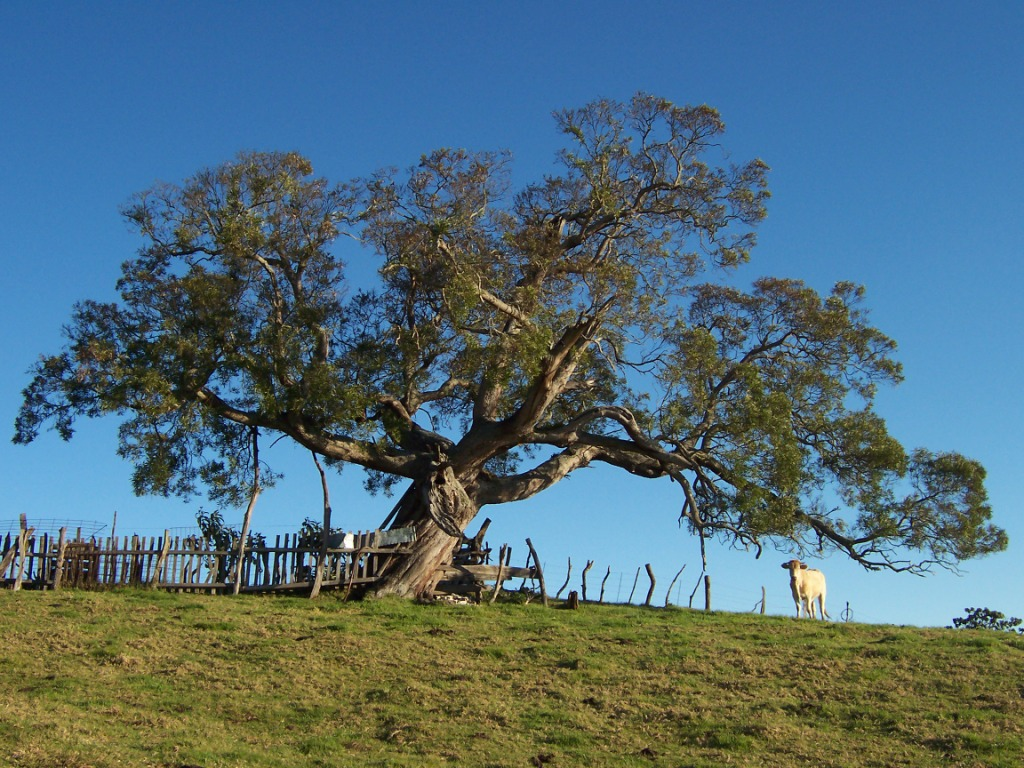
Uma Acacia heterophylla em Plaine des Cafres.

Plaine des Cafres é um planalto na Ilha da Reunião, uma das ilhas vulcânicas francesas no Arquipélago das Mascarenhas, no sudoeste do Oceano Índico. Faz parte da comuna de Le Tampon.
Tem o nome Cafres em referência aos escravos negros que se esconderam na área durante e antes do século XVIII.

## Geografia
Localizado entre as duas cadeias montanhosas de Piton des Neiges e Piton de la Fournaise, o Plaine des Cafres é separado da comuna de La Plaine-des-Palmistes pelo col de Bellevue, um desfiladeiro que culmina a 1630 metros. A estrada RF5 que leva ao vulcão Piton de la Fournaise começa na Plaine des Cafres.

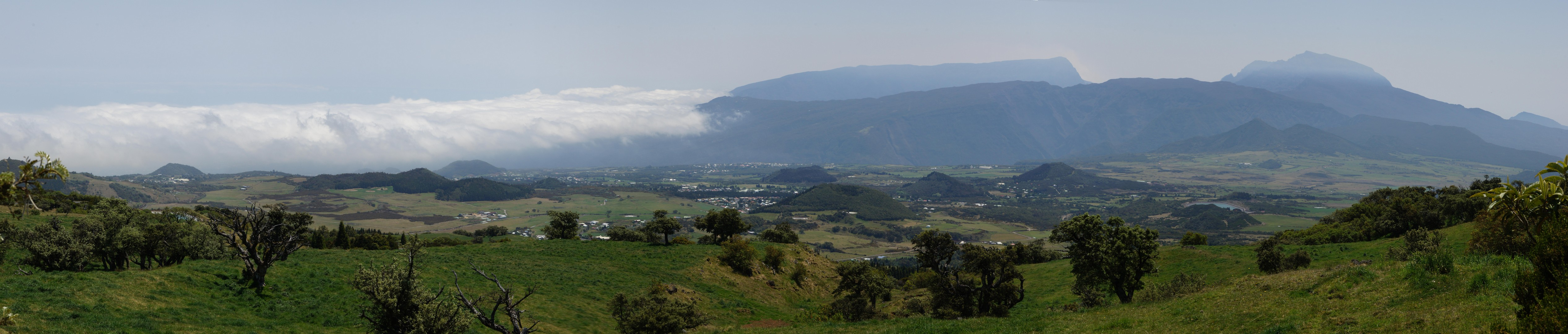
Vista de Plaine des Cafres da estrada RF5. Ao fundo o Piton des Neiges (direita) e Grand Bénare (esquerda).

## Fauna
Este planalto era o único habitat conhecido de Porphyrio coerulescens, uma espécie de ave extinta que era endêmica da ilha da Reunião.